# Georg Milbradt
Georg Hermann Milbradt, född den 23 februari 1945 i Eslohe, är en tysk ekonom och konservativ politiker tillhörande CDU. Han var från 18 april 2002 till 27 maj 2008 förbundslandsordförande för CDU i Sachsen och som delstatsregeringschef samtidigt förbundslandet Sachsens ministerpresident. Han efterträddes av Stanislaw Tillich.